# 分陕而治
分陕而治，是西周的一个历史事件。周武王克商后，四年后去世，摄政的召公奭周公旦将周一分为二，以陕原为界。